# Канадска бореална шума
Канадска бореална шума је пространа регија која покрива 28% тајга биома који се налазе у поларним зонама Евроазије (Скандинавија, Сибир, Монголија), Северне Америке (Канада, Аљаска) и Јужне Америке (Огњена земља). У Европи се читава бореална шума назива тајгом. Бореална регија у Канади покрива готово 60% копнене површине земље од Њуфаундленд и Лабрадора, једну од десет канадских покрајина до границе између Јукона и Аласке. Подручјем доминирају четинарске шуме, влажна подручја и тресаве, кисела влажна станишта са сталним присуством воде. Стални вишак воде из падавина или из подземних вода условљава мањак кисеоника што доводи до непотпуне разградње биљних остатака, који се таложе као тресет.

## Етимологија
Назив борална шума потиче од Бореја, бога северног ветра и северне стране света. Овај назив је прослеђен у модерном времену и користи се за учење будућих генерација о очувању шума, поготовo у Канади. Шума садржи мноштво врста дрвећа па је неки зову и „осетљивом зоном” али шума такође има и језера, реке и пустињска места тако да је правилнији назив „бореална шума”.

## Географија
Са еколошког погледа, бореалну зону Северне Америке чине релативно новији пејзажи. Данашње шуме настале су пре само 5.000 година. Пре двадесет хиљада година, Северна Америка  била је у великој мери прекривена глечерима. Током следећих 15.000 до 16.000 година, разне врсте дрвећа почело је да се развија јужно од глечера и постепено заузима подручја ослобођена топљењем ледника. Канадске шуме простиру се од североистока Британске Колумбије, преко северних провинција канадскe преријe, која обухвата три провинције Манитобу, Алберту и Саскачеван, Квебекa и Онтарије, па све до Њуфаундландa и Лабрадора. Чини велику географску траку широку више од 1.000 км између залеђених арктичких глечера на северу и умеренијих шума и травњака на југу. Природни поремећаји, попут шумских пожара и инсекта присутни су у овом региону.
Према истраживањима, инсекти и пожари играју главну улогу у развоју и обнови бореалних шума. Од свог настанка, бореалне шуме Канаде насељавају људи, који су такође имали дубок утицај на њихов развој, укључујући узроке обимног управљања шумама последњих деценија.
Бореална шума је једина шума која се може назвати „нетакнутом природом”.

## Екосистем
Канадски бореални регион може се поделити на седам екозона. Ових седам екозона се могу поделити у две главне групе. Северни региони бореалне шуме састоје се од четири еко-зоне: Таига Кордиљера, Тајга равница, Тајга штит и Худсонова равница. Јужни слој бореалне шуме се састоји од три екозоне које чине углавном непрекидну шуму која се простире све јужније од језера Супериор у Онтарију (као екорегион шума cредњоканадског штита) па све до границе Манитобе и Северне Дакоте. Ове три јужне зоне се простиру на 1.630.000 квадратних километара и највећи је екорегион у Канади. Унутар бореалног региона постоји око 1.890.000 квадратних километара који су пошумљени између 80% и 100% и још 650.000 квадратних километара са 60% до 80% шумског покривача.

## Важност бореалне шуме
Бореално окружење је такође веома разнолико. У канадској бореалној шумској зони извори слатке воде су јако присутни а готово 9% укупне површине Канаде или 891.163 km² покривено је слатком водом. Такође постоји двадесетак врста дрвећа, као и велика разноликост сисара, као што су јелени, пси, мачке и глодари. Популација птица је такође врло динамична. Неке врсте, попут птице певачице, папагаја, сова, детлића, вранa и гаврана, бораве овде током целе године, али је већина ових птица селица. Више од 30% северноамеричких птица селица зависи од бореалне шуме за своје размножавање.
Шуме могу бити богати угљеником и стога играју важну улогу у глобалном циклусу угљеника. Дрвеће сакупља гасовити угљеник фотосинтезом и на тај начин га таложи у тлу. Економске активности у канадској бореалној шуми су значајне. У 2009. години трговински баланс укупног извоза био је 14,4 милијарде долара, а допринос БДП-у 19,9 милијарди америчких долара. Око 2,5 милиона Канађана ради у шуми пружајући 900.000 директних и индиректних послова.
Канађани користе производе добијене из бореалних извора. Ови производи су, између осталог, добијени од дрвета (укључујући папир, оловке, намештај и грађевински материјал), рударства, минералних и нафтних производа, биљних лекова и многих намирница. Наравно, сви послови су строго контролисани уз екстремно поштовање природе и екологије.

## Важност Првом народу
„Први народи” је политички термин који се односи на сва канадска домородачка племена који не припадају групи Ескима и Метиса. Овај термин подразумева преко 600 различитих племенских заједница из целе Канаде са властитим културним и језичким идентитетом. Већина је настањена у канадским покрајинама Онтарио и Британска Колумбија. Према подацима статистичког завода Канаде око 700.000 људи се идентификује као припадник неког од домородачких народа из ове групе. Постоји више од 600 заједница Првих нација раширених по бореалној зони. Индустрија им нуди више од 17.000 директних и индиректних послова. Шума им је од суштинског значаја коју користе за своје основне потребе. Тако становници бореалних заједница из шуме сакупљају дрво, хране се дивљим животињама, лече се лековитим биљкама и конзумирају јаворов сок, печурке и бобице. Ови ресурси омогућавају диверзификацију економије дотичних региона.
Домородачке заједнице играју све активнију улогу у шумарском сектору, о чему сведочи појава партнерстава између аутохтоних народа, приватног сектора и савезних, покрајинских и територијалних влада.

## Галерија
- Тајга пејзаж
- Бореална густа шума
- Поглед на бореалну шуму из ваздуха
- Река у националном парку Ивавик
- Бореална шума, поглед из авиона
- Поларни дан, поглед из шуме